# La Higuera (Bolivia)
La Higuera (albero del fico in spagnolo) è un piccolissimo villaggio boliviano di circa 15-20 case sito nel dipartimento di Santa Cruz, precisamente nel comune di Pucará (provincia di Vallegrande), a circa 150 chilometri in linea d'aria dalla città di Santa Cruz de la Sierra. La sua importanza è soprattutto storica in quanto si tratta della località nella quale il rivoluzionario argentino Ernesto "Che" Guevara venne catturato ed ucciso dall'esercito boliviano con il supporto materiale della CIA e di truppe irregolari statunitensi.

## Geografia fisica
La Higuera è un isolato villaggio andino ubicato a 2000 m s.l.m. La popolazione è composta da circa 40 famiglie e nel censimento del 2001, si contavano 119 abitanti. Etnicamente la popolazione di quest'area viene definita valluna, un meticciato intermedio tra le popolazioni di origine europea, gli abitanti quechua delle aree andine e gli indigeni delle aree tropicali della Bolivia, soprattutto guaraní. Il clima dell'area è secco, con periodi piovosi principalmente tra dicembre e marzo.
Ciò influenza l'ambiente naturale che è composto da sterpaglie, ricche di cactus, e boschi spinosi. La popolazione si dedica principalmente alla pastorizia semitransumante, che ha provocato vaste aree d'erosione, e poche coltivazioni agricole, in cui primeggia il mais, la patata e alcuni ortaggi. Vi si pratica anche un ridotto allevamento di bestiame bovino, caprino ed equino (principalmente asini e muli).

## Storia
La Higuera è nota alle cronache internazionali per essere il villaggio in cui il 9 ottobre 1967 venne assassinato a freddo, per ordine del dittatore boliviano, generale René Barrientos Ortuño, Che Guevara, catturato ferito il giorno prima.
In Bolivia, fino allo sdoganamento del governo di Gonzalo Sánchez de Lozada, nella metà degli anni novanta, la figura del Che era nota solo a pochi militanti di sinistra e considerato ufficialmente un invasore straniero. Il precario busto collocato da alcuni studenti boliviani nella piazzetta del paese, veniva rimosso periodicamente durante le cerimonie governative in omaggio ai militari caduti combattendo la guerriglia. In occasione del trentennale della morte, Sanchez de Lozada autorizzò un'équipe cubana a ricercare i resti del Che occultati dai militari nell'area dell'aeroporto di Vallegrande. I boliviani riscoprirono da allora l'importanza di questo personaggio.
La Higuera, pur senza essersi trasformata in un centro turistico, ha iniziato a contare con un paio di rustici luoghi d'alloggio, la presenza di ONG internazionali, un museo dedicato alla memoria del Che - ubicato nell'area dove si trovava l'antica scuola dove venne assassinato, demolita dal governo boliviano per distruggere eventuali luoghi di pellegrinaggio - ed uno spiazzo destinato alla figura del guerrigliero.
Il 14 giugno 2006, per la prima volta un presidente boliviano visita il villaggio e rende omaggio alla figura di Che Guevara. Oltre al presidente della Bolivia, Evo Morales, erano presenti anche il figlio del Che, Camilo, alcuni dei guerriglieri sopravvissuti, come Eusebio e Paco, e gli ambasciatori di Cuba e Venezuela.